# 本牟田部駅
本牟田部駅（ほんむたべえき）は佐賀県唐津市相知町牟田部にある、九州旅客鉄道（JR九州）唐津線の駅である。

## 概要
唐津線と筑肥線は山本駅から南東方向に約4kmほど並走しており、その並走区間の途中にある駅である。並走している筑肥線の列車は停車しない。
現在の駅は2代目で、初代駅は北九州鉄道の駅として1935年（昭和10年）に開設、1937年（昭和12年）に国有化され筑肥線の駅になったのを経て1941年（昭和16年）に廃止された。その後1960年（昭和35年）に唐津線の駅として開業し、国鉄分割民営化を経て現在に至っている。
駅名に「本」が付くのは、1971年（昭和46年）まで存在した唐津線岸嶽支線牟田部駅と区別するためである。

## 歴史
- 1935年（昭和10年）3月1日：北九州鉄道山本駅 - 伊万里駅間開業に合わせて初代駅が開設[2]。
- 1937年（昭和12年）10月1日：北九州鉄道が国有化され、筑肥線の駅となる[2]。
- 1941年（昭和16年）8月10日：初代駅廃止[2]。
- 1960年（昭和35年）2月1日：唐津線の駅として2代目（現在）の駅が開業[3][4]。気動車の旅客のみを取り扱う駅員無配置駅[5]。
- 1987年（昭和62年）4月1日：国鉄分割民営化に伴って、JR九州に移管。

## 駅構造
単式ホーム1面1線を有する地上駅。無人駅で駅舎は無い。当駅前後では唐津線と筑肥線それぞれの単線路が並走しているため一見すると複線のように見えるが、筑肥線側にはホームが設置されていない。
駅のすぐ横に国道203号と線路を跨ぐ横断歩道橋がある。横断歩道橋の出口が駅のすぐ傍にあり、国道側からのアクセスが可能になっている。

## 利用状況
2016年度の1日平均乗車人員は33人である。
| 年度   | 1日平均 乗車人員 |
| ------ | ---------------- |
| 2000年 | 52               |
| 2001年 | 47               |
| 2002年 | 48               |
| 2003年 | 45               |
| 2004年 | 48               |
| 2005年 | 41               |
| 2006年 | 45               |
| 2007年 | 42               |
| 2008年 | 36               |
| 2009年 | 35               |
| 2010年 | 31               |
| 2011年 | 34               |
| 2012年 | 30               |
| 2013年 | 35               |
| 2014年 | 32               |
| 2015年 | 33               |
| 2016年 | 33               |

## 駅周辺
唐津市の中央部で同市相知町の北西部にあたる。
- 国道203号 - 駅付近は唐津線と並行する。
- 昭和バス三段間バス停（唐津市中心部・多久方面行き）

## 隣の駅
九州旅客鉄道（JR九州）
■唐津線
相知駅 - 本牟田部駅 - 山本駅